# Bénédictines de la charité
Les Bénédictines de la charité (en latin : Congregationis Sororum Benedictinarum a Caritate) est une congrégation religieuse féminine enseignante et hospitalière de droit pontifical.

## Historique
La congrégation est fondée par Colombe Gabriel (1858-1926). Ancienne abbesse du monastère bénédictin de Lviv, elle entre en 1900 au monastère féminin de Subiaco (Italie) et commence à se consacrer à divers apostolat dans les quartiers populaires de la ville de Rome. Sur l'avis de Vincent Ceresi (1869-1958), missionnaire du Sacré-Cœur, et grâce au soutien financier de plusieurs bienfaiteurs, elle ouvre en 1908 une maison à Rome pour accueillir et protéger des jeunes femmes qui s'installent dans la capitale pour chercher du travail ; pour assurer la continuité de l'œuvre, et avec l'aide de l'abbé primat de l' ordre de Saint Benoît, Mère Colombe crée une congrégation religieuse de vœux simples pour diriger l'institut. 
Le cardinal-vicaire Basilio Pompilj publie le 5 mars 1926 le décret d'érection de l'institut qui reçoit le décret de louange en 1978.

## Activités et diffusion
Les Bénédictines de la charité se consacrent à divers œuvres en faveur de l'enfance, des jeunes et des personnes âgées.
Elles sont présentes en Italie, à Madagascar et en Roumanie.
La maison généralice est à Rome. 
En 2017, l’institut comptait 99 religieuses dans 16 maisons.